# Харрис, Эмбер
Эмбер Харрис (англ. Amber Harris, род. 16 января 1988 года) — американская профессиональная баскетболистка, которая выступала в женской национальной баскетбольной ассоциации. Была выбрана на драфте ВНБА 2011 года в первом раунде под общим четвёртым номером клубом «Миннесота Линкс». В составе «Линкс» дважды становилась чемпионкой ассоциации. Играла на позиции форварда. На студенческом уровне играла за баскетбольную команду университета Ксавье.

## Профессиональная карьера
Харрис была выбрана в первом раунде под общим четвёртым номером на драфте ЖНБА 2011 года клубом «Миннесота Линкс», став вторым выбором команды на этом драфте (под первым номером драфта «Линкс» выбрали Майю Мур). В своём дебютном сезоне Харрис в основном выходила со скамейки, набирая в среднем за игру 3,3 очка. В сезоне 2011 года «Линкс» стали лучшей командой Западной конференции и вышли в плей-офф, где Эмбер продолжила выполнять обязанность ролевого игрока, хотя запомнилась рядом моментов, повлиявших на исход поединков. Так в финале против «Атланты Дрим» она забила важный трёхочковый бросок, благодаря которому «Линкс» смогли завоевать чемпионский титул ЖНБА.